# SS Columbia (1902, bateau à vapeur)
Le SS Columbia est le dernier bateau à vapeur d'excursion du début du XXe siècle à exister, l'avant-dernier étant son sister-ship le SS Ste Claire qui a brûlé en 2018. Tous deux ont été conçus par Frank E. Kirby (en) et Louis O. Keil. Le Columbia a été inscrit au registre national des lieux historiques le 2 novembre 1979  et a été désigné monument historique national le 6 juin 1992. En 2019, le navire est amarré à Silo City à Buffalo, New York, tandis que des travaux sont en cours pour le réhabiliter.

## Historique

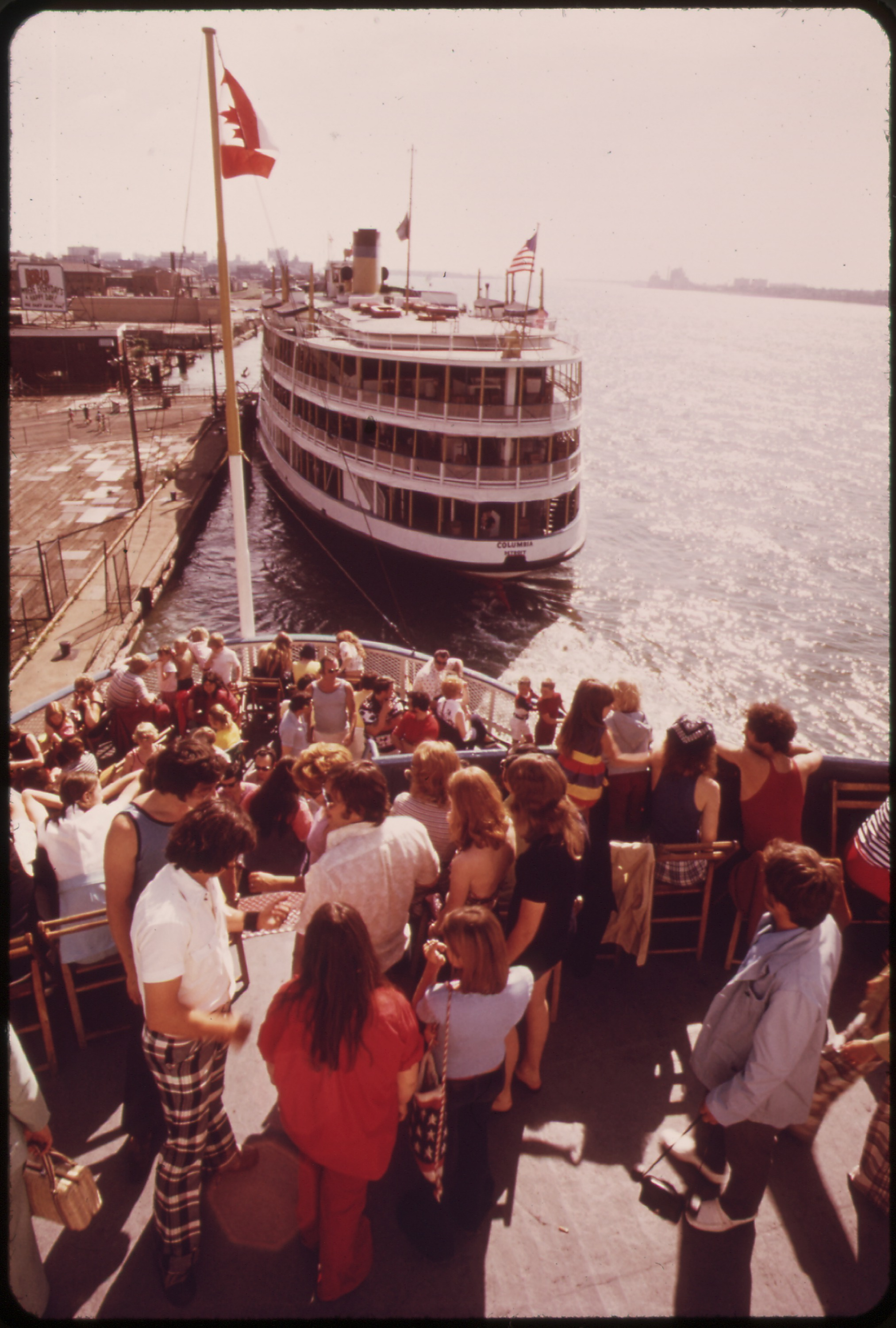
Columbia à Detroit, prise du pont du SS Ste. Claire

Columbia a été construit à Wyandotte dans le Michigan, en 1902, et Ste. Claire a été construit à Toledo dans l'Ohio en 1910. Il fut le premier bateau à vapeur aux États-Unis avec une salle de bal appropriée. Columbia a influencé la conception des bateaux à vapeur d'excursion à travers les États-Unis. Columbia et Ste. Claire ont été rejoints à l'origine par un troisième, le SS Britannia, construit en 1906. À leur apogée, ils descendaient la rivière Détroit du centre-ville de Détroit à l'île Bois Blanc, une île de l'Ontario qui abritait un parc d'attractions construit comme destination pour les bateaux à vapeur, le Boblo Island Amusement Park (en). Pendant l'été, les triples ponts du navire étaient remplis de passagers profitant du trajet en bateau de 90 minutes et de 29 km jusqu'au parc d'attractions de Boblo Island. Les deux navires présentaient de la musique et de la danse, une arcade et un snack-bar. Les navires sont devenus des icônes sur la rivière Détroit et étaient très appréciés des habitants de Détroit et de Windsor, en Ontario, au Canada.
Columbia est devenu le théâtre d'une bataille historique pour les droits civiques en 1945 lorsqu'une jeune femme afro-américaine nommée Sarah Elizabeth Ray (en) a rejoint ses camarades de classe pour une croisière de remise des diplômes à bord du navire. Des agents de la société Boblo Excursion ont alors approché Ray et lui ont dit qu'elle devait partir en raison de sa race. Lorsqu'ils l'ont menacée de retrait physique, elle a accepté de partir, mais pas avant de leur avoir rendu le remboursement du tarif proposé et d'avoir obtenu leurs noms. Ray a demandé l'aide de la NAACP pour déposer une plainte et l'État du Michigan a accusé l'entreprise d'avoir violé sa loi sur les droits civils. L'entreprise a affirmé qu'en raison de ses routes traversant la frontière canado-américaine, elle était engagée dans le commerce international et n'était pas soumise à la réglementation de l'État. Le Michigan a gagné devant les tribunaux locaux, puis devant les tribunaux d'État et finalement devant la Cour suprême des États-Unis.

## Détérioration et restauration
En raison de la concurrence du parc de Cedar Point à proximité, la fréquentation de l'île Boblo a diminué. En 1990, la société qui exploitait alors Bob-lo Island a déclaré que les bateaux à vapeur étaient trop difficiles à manipuler et devenaient un fardeau pour les finances de la société. L'été 1991 a été le dernier pour Columbia et Ste. Claire qui ont été vendus devant le tribunal fédéral des faillites de Minneapolis en novembre 1991. En 1993, le parc de Bob-lo Island a été fermé et vendu à des promoteurs immobiliers. Les navires étaient amarrés à l'extérieur de la Great Lakes Steel Company à Ecorse, dans le Michigan, où ils se trouvèrent sans protection contre les hivers rigoureux du Michigan. Ils ont été vendus aux enchères en 1996 et en 2000, les deux bateaux à vapeur montraient une détérioration avec de la peinture écaillée, du bois pourri et des trous dans les ponts.
En 2004, une équipe dirigée par le Detroit Riverfront Conservancy a fait « emballer sous film plastique » Columbia pour réduire davantage la détérioration tout en envisageant l'achat et la restauration. Cependant, début 2006, compte tenu des contraintes budgétaires, ils se sont retirés. Plus tard cette année-là, avec l'aide du National Trust for Historic Preservation, Columbia a été acquis par un groupe à but non lucratif basé à New York, "The SS Columbia Project", pour la remise en service actif en tant que ressource touristique éducative, culturelle et patrimoniale pour utilisation sur l'Hudson. Les plans pour le navire restauré comprenaient des excursions quotidiennes du côté ouest de Manhattan vers les communautés de la vallée de l'Hudson.
Les modifications temporaires sur les deux navires ont été réalisées pour le long métrage Transformers : L'Âge de l'extinction de 2014.
En septembre 2014, Columbia a été remorqué de Detroit à Toledo, pour une mise en cale sèche en vue de son déménagement à New York. En septembre 2015, il a été transféré à Buffalo, où il se prépare à un éventuel transfert vers la rivière Hudson.